# Catherine Oxenberg
Pour les articles homonymes, voir Catherine et Oxenberg.
Catherine Oxenberg, née le 22 septembre 1961 à New York, est une actrice américaine.
Elle est surtout connue pour ses apparitions dans la série télévisée Dynastie.

## Biographie
Fille du magnat du textile américain Howard Oxenberg et de la princesse Élisabeth de Yougoslavie et petite-fille du régent Paul de Yougoslavie, Catherine naît à New York mais grandit à Londres. 
Parrainée par Richard Burton pour se lancer dans une carrière d’actrice, elle n'en mène pas moins ses études à Harvard, et s’essaie aussi dans le monde des mannequins, faisant la couverture de Cosmopolitan, Glamour ou Interview. 
Elle continue ses études à l’université Columbia, en psychologie, philosophie et mythologie. À New York, elle a partagé son logement avec la journaliste de mode britannique Isabella Delves Broughton, la future Isabella Blow.

### Vie familiale
De William Weitz Shaffer, elle a une fille, India Oxenberg (née le 7 juin 1991) puis a été mariée à : 
- Robert Evans (12 juillet 1998 - 21 juillet 1998) (annulé)
- Casper Van Dien (8 mai 1999 - 2015), dont 2 filles : Maya (née en 2001) et Celeste (née en 2003)[2].

Dans les années 80, on la connaît pour son rôle dans la série Dynastie, mais ce que l'on sait moins c'est le combat qu'elle a mené pour sortir sa fille aînée India, âgée de 17 ans, tombée dans les mains d'une secte NXIVM à cause d'Allison Mack, star de Smallville et no 2 de l'organisation. En 2018, elle contacte les médias et écrit un livre qui deviendra un film. Elle réussit en 2018 à sortir sa fille de cet engrenage. Le 27 octobre 2020, le gourou de la secte, Keith Raniere, est condamné à 120 ans de prison, pour ses endoctrinements et ses pratiques sexuelles.

## Filmographie
- 1982 : The Royal Romance of Charles and Diana de Peter Levin (téléfilm) : Lady Diana Spencer
- 1984-1986 : Dynastie (série télévisée) : Amanda Bedford Carrington (54 épisodes)
- 1988 : Le Repaire du ver blanc (The Lair of the White Worm) : Eve Trent
- 1991 : K 9000 (en), téléfilm de Kim Manners : Aja Turner
- 1993-1994 : Agence Acapulco : Ashley Hunter-Coddington
- 1995 :  Une nounou d'enfer : Sydney Mercer dans l'épisode 7 de la saison 3 « Homme métamorphosé » (Oy vey, you're gay)
- 1999 : Time Served : Sarah McKinney
- 1999 : The Omega Code : Cassandra Barashe
- 2000 : Une si ravissante voleuse (Perilous) (téléfilm) : Sasha
- 2001 : The Flying Dutchman (téléfilm) : Lacy Anderson
- 2001 : L'Enfant qui ne voulait pas mourir (The Miracle of the Card's) (téléfilm) : Marion Shergold
- 2004 : Prémonitions (Premonition) (téléfilm) : Kate Barnes
- 2010 : A la rescousse de Noel (téléfilm pour la jeunesse)
- 2014 : La Belle au bois dormant : La malédiction (téléfilm) de Casper Van Dien : la reine Violet
- 2015 : Sharktopus vs. Whalewolf : Dr Reinhardt